# Campeonato Europeo Sub-18 1965
El Campeonato Europeo Sub-18 1965 se llevó a cabo del 15 al 25 de abril en Alemania Occidental y contó con la participación de 23 selecciones juveniles de Europa.
Alemania Democrática venció en la final al campeón de las dos últimas ediciones Inglaterra para conseguir el título de campeón por primera ocasión.

## Participantes
| - Austria - Bélgica - Bulgaria - Checoslovaquia - Alemania Democrática - Inglaterra | - Francia - Alemania Federal (anfitrión) - Grecia - Hungría - Italia - Luxemburgo | - Países Bajos - Polonia - Portugal - Irlanda - Rumania - Escocia | - España - Suecia - Suiza - Turquía - Yugoslavia |

## Fase de grupos

### Grupo A
| País       | J | G | E | P | GF | GC | GD | Pts |
| ---------- | - | - | - | - | -- | -- | -- | --- |
| Italia     | 2 | 1 | 1 | 0 | 3  | 1  | +2 | 3   |
| Escocia    | 2 | 1 | 1 | 0 | 2  | 1  | +1 | 3   |
| Yugoslavia | 2 | 0 | 0 | 2 | 0  | 3  | –3 | 0   |

| 15 de abril | Italia     | 1–1 | Escocia    |
| 17 de abril | Escocia    | 1–0 | Yugoslavia |
| 19 de abril | Yugoslavia | 0-2 | Italia     |

### Grupo B
| País    | J | G | E | P | GF | GC | GD | Pts |
| ------- | - | - | - | - | -- | -- | -- | --- |
| Irlanda | 2 | 1 | 1 | 0 | 3  | 1  | +2 | 3   |
| Polonia | 2 | 0 | 2 | 0 | 0  | 0  | 0  | 2   |
| Suiza   | 2 | 0 | 1 | 1 | 1  | 3  | –2 | 1   |

| 15 de abril | Suiza   | 0–0 | Polonia |
| 17 de abril | Polonia | 0–0 | Irlanda |
| 19 de abril | Irlanda | 3-1 | Suiza   |

### Grupo C
| País             | J | G | E | P | GF | GC | GD  | Pts |
| ---------------- | - | - | - | - | -- | -- | --- | --- |
| Alemania Federal | 2 | 2 | 0 | 0 | 15 | 1  | +14 | 4   |
| Grecia           | 2 | 1 | 0 | 1 | 3  | 5  | –2  | 2   |
| Luxemburgo       | 2 | 0 | 0 | 2 | 1  | 13 | –12 | 0   |

| 15 de abril | Grecia           | 2–1  | Luxemburgo       |
| 17 de abril | Luxemburgo       | 0-11 | Alemania Federal |
| 19 de abril | Alemania Federal | 4–1  | Grecia           |

### Grupo D
| País           | J | G | E | P | GF | GC | GD | Pts |
| -------------- | - | - | - | - | -- | -- | -- | --- |
| Checoslovaquia | 2 | 2 | 0 | 0 | 9  | 1  | +8 | 4   |
| Bulgaria       | 2 | 0 | 1 | 1 | 2  | 3  | –1 | 1   |
| Francia        | 2 | 0 | 1 | 1 | 1  | 6  | –5 | 1   |

| 15 de abril | Checoslovaquia | 2–1 | Bulgaria       |
| 17 de abril | Bulgaria       | 1–1 | Francia        |
| 19 de abril | Francia        | 0-5 | Checoslovaquia |

### Grupo E
| País    | J | G | E | P | GF | GC | GD | Pts |
| ------- | - | - | - | - | -- | -- | -- | --- |
| Hungría | 2 | 1 | 1 | 0 | 4  | 0  | +4 | 3   |
| ROM     | 2 | 0 | 2 | 0 | 3  | 3  | 0  | 2   |
| Suecia  | 2 | 0 | 1 | 1 | 3  | 7  | –4 | 1   |

| 15 de abril | Hungría | 0–0 | Rumania |
| 17 de abril | Suecia  | 0-4 | Hungría |
| 19 de abril | Rumania | 3–3 | Suecia  |

### Grupo F
| País       | J | G | E | P | GF | GC | GD | Pts |
| ---------- | - | - | - | - | -- | -- | -- | --- |
| Inglaterra | 2 | 1 | 1 | 0 | 3  | 0  | +3 | 3   |
| Bélgica    | 2 | 1 | 0 | 1 | 3  | 5  | –2 | 2   |
| España     | 2 | 0 | 1 | 1 | 2  | 3  | –1 | 1   |

| 15 de abril | Inglaterra | 3–0 | Bélgica    |
| 17 de abril | España     | 0–0 | Inglaterra |
| 19 de abril | Bélgica    | 3–2 | España     |

### Grupo G
| País                 | J | G | E | P | GF | GC | GD | Pts |
| -------------------- | - | - | - | - | -- | -- | -- | --- |
| Alemania Democrática | 2 | 2 | 0 | 0 | 9  | 1  | +8 | 4   |
| Portugal             | 2 | 0 | 1 | 1 | 3  | 4  | –1 | 1   |
| Austria              | 2 | 0 | 1 | 1 | 2  | 9  | –7 | 1   |

| 15 de abril | Alemania Democrática | 2–1 | Portugal             |
| 17 de abril | Portugal             | 2–2 | Austria              |
| 19 de abril | Austria              | 0-4 | Alemania Democrática |

### Grupo H
| Equipo 1     | Agr. | Equipo 2 | Ida | Vuelta |
| ------------ | ---- | -------- | --- | ------ |
| Países Bajos | 7-4  | Turquía  | 3-2 | 4-2    |

## Fase final

### Cuartos de final
| Equipo 1             | Resultado | Equipo 2         |
| -------------------- | --------- | ---------------- |
| Irlanda              | 0-2       | Italia           |
| Checoslovaquia       | 0-0 (M)   | Alemania Federal |
| Inglaterra           | 5-0       | Hungría          |
| Alemania Democrática | 3-0       | Países Bajos     |

### Semifinales

#### 5º-8º Lugar
| Equipo 1     | Resultado | Equipo 2         |
| ------------ | --------- | ---------------- |
| Países Bajos | 1-2       | Alemania Federal |
| Hungría      | 3-0       | Irlanda          |

#### 1º-4º Lugar
| Equipo 1             | Resultado | Equipo 2       |
| -------------------- | --------- | -------------- |
| Inglaterra           | 3-1       | Italia         |
| Alemania Democrática | 3-1       | Checoslovaquia |

### 7º Lugar
| Equipo 1     | Resultado | Equipo 2 |
| ------------ | --------- | -------- |
| Países Bajos | 1-2       | Irlanda  |

### 5º Lugar
| Equipo 1 | Resultado | Equipo 2         |
| -------- | --------- | ---------------- |
| Hungría  | 1-2       | Alemania Federal |

### 3º Lugar
| Equipo 1       | Resultado | Equipo 2 |
| -------------- | --------- | -------- |
| Checoslovaquia | 4-1       | Italia   |

## Final
| 25 de abril de 1965 | Alemania Democrática              | 3:2 (0:0) | Inglaterra            | Essen,                                            |                                                   |
|                     | Sparwasser 47' 59' · Kreische 70' |           | Bond 64' · Osgood 67' | Asistencia: 18.000 espectadores Árbitro(s): Malka | Asistencia: 18.000 espectadores Árbitro(s): Malka |

## Campeón
| Eurocopa Sub-18 1965           |
| ------------------------------ |
| Bandera de Alemania Oriental   |
| Alemania Democrática 1º Título |